# Haderslev
Haderslev (Hadersleben en allemand, Haderslebe en français) est une commune du Danemark de la région du Danemark-du-Sud. C’est également le nom de son chef-lieu, et celui d’une ancienne commune de la période 1970–2006, de l’amt du Jutland-du-Sud, intégrée dans la commune actuelle (voir plus bas). La commune actuelle comptait 55 857 habitants en 2019, pour une superficie de 701,98 km2.

## Histoire
De 1864 à 1920, le territoire avait été annexé à la Prusse et en tant que tel inclus dans la Confédération de l'Allemagne du Nord puis, à partir de 1871, dans l’Empire allemand.
L’actuelle commune de Haderslev est le résultat du rassemblement des cinq anciennes communes de Gram, Haderslev, Vojens, Nr. Rangstrup et Christiansfeld.

## Lieux et monuments
- La cathédrale d'Haderslev, construite en style gothique au XIIIe siècle.
- Elle accueille la base aérienne de Skrydstrup.

## Personnalités liées à la commune
- Heinrich Zeise (1718-1794), pasteur protestant allemand, y est né.
- Anne Lindfjeld (1981-), présentatrice de TV, y est née.

## Jumelages
- Braine (Aisne) (France)
- Rybnik (Pologne)